# عدنان بوظو
عدنان بوظو (1 كانون الثاني 1936 - 25 تشرين الأول 1995) عميد الإعلام الرياضي في سورية، وأول مذيع رياضي في التلفزة السورية، وأحد كبار الإعلاميين والمعلقين العرب، لاعب كرة قدم وحكم دَولي وكاتب صحفي. أسس عددًا من الصحف الرياضية، وأسهم في تطوير البرامج الرياضية الإذاعية والتلفزية. 

عدنان بوظو حكمًا دَوليًّا عام 1966م

## سيرته
من مواليد دمشق، تعلم في مدارسها ونال الشهادة الثانوية من ثانوية جودت الهاشمي الشهيرة والتحق بجامعة دمشق - كلية الحقوق وتخرّج حاملًا إجازة في الحقوق.
تقلّد عدّة مناصب رياضية أهمها عضوية اللجنة المركزية للاتحاد الرياضي العام وعضو لجنة الحكام العرب وعضوية اللجنة الإعلامية للاتحاد الآسيوي ونائب رئيس الرابطة العربية في إذاعات الدول العربية ورئاسة لجنة الصحفيين الرياضيين السوريين وغيرها.

## في الملاعب
بدأ حياته الرياضة لاعبا بكرة القدم في نادي بردى العريق الملّقب بشيخ الأندية السورية عام 1950 م
كان لاعبا بارزًا الشيء الذي دعا مدرّب منتخب دمشق لاختياره ضمن الفريق الأساسي ولتألقه اختير لتمثيل المنتخب الوطني السوري لكن ظروفه لم تمكنه من نيل شرف ارتداء القميص الوطني رسميا، بعد اعتزاله لعب الكرة في الثلاثين من عمره لم يستطع الابتعاد عن معشوقته فدخل سلك التحكيم وتدرج حتى نال الشارة الدولية عام 1966 م، وكان يشهد له بالنزاهة والجرأة والفهم التحكيمي وعدم المحاباة والانحياز.
قاد العديد من المباريات المحلية والدولية وبجميعها نال الاستحسان، اعتزل التحكيم نهاية العام 1980 بعد سجل حافل وكبير ومليء بالإنجازات.

## في الإعلام
منذ أن كان طالبا في جامعة دمشق كان يمارس دوره في مجال الإعلام الرياضي الذي أحبه عبر الكتابة للعديد من الصحف المحلية، ففي أواسط الخمسينات - وهو لا يزال لاعبا - عمل في صحيفة البعث التي كانت تصدر بشكل أسبوعي وعندما تأسست صحيفة الوحدة إبان الوحدة بين سورية ومصر عام 1958 عمل محررا فيها ثم تسلّم القسم الرياضي.
في عام 1963 م كان أبرز مؤسسي صحيفة الرياضة وفي العام التالي أصدر جريدة الموقف الرياضي ثم صحيفة الملاعب ومنذ صدور صحيفة الاتحاد واسعة الانتشار عمل رئيسا لتحريرها حتى فارق الحياة.
عندما تأسس التلفزيون العربي السوري في العام 1960 كان أول معد ومقدّم للبرامج الرياضة وبقي رئيسا للقسم الرياضي في إذاعة وتلفزيون الجمهورية العربية السورية حتى وافته المنيّة عام 1995
خلال مشواره هذا أعد وقدم برامج متميزة كالثلاثاء الرياضي وعالم الرياضة والرياضة حضارة وغيرها كما أسس البرامج الرياضة في إذاعة دمشق ولعل أبرزها البرنامج الناجح جدا ملاعبنا الخضراء الذي يغطي مباريات الدوري المحلي وخلال دورة ألعاب البحر المتوسط التي استضافتها اللاذقية عام 1987 م تألق في التعليق وأقام مَبثًّا (إستديو) خاصًّا لنقل جميع فعاليات الدورة جعل الجميع يشيد بهذه التغطية المتميز.

## مؤلفاته
ألّف عدة كتب أغنت المكتبة الرياضية العربية منها: 
- تونس صيحة العرب في الأرجنتين.
- انتصار الشباب
- سلسة توثّق بطولات كأس العالم وكأس الأمم الأوروبية والكثير
- غادة شعاع كتاب كان يعده قبيل وفاته عن اللاعبة السورية المعروفة،  لكن القدر كان أسرع.[3]

## وفاته
توفّي في دمشق يوم 25 تشرين الأول من عام 1995 بعد صراع مع مرض السرطان عن عمر يناهز الستين عامًا، ودُفن في مقبرة الباب الصغير.

## وصلات خارجية
- المعلق الرياضي عدنان بوظو حاضر في القلوب